# Angie Pabón
Angie Lizeth Pabón Mamian (16 de julio de 1997) es una deportista colombiana que compite en atletismo adaptado. Ganó una medalla de bronce en los Juegos Paralímpicos de Tokio 2020 en la prueba de 400 m (clase T11).

## Palmarés internacional
| Juegos Paralímpicos | Juegos Paralímpicos | Juegos Paralímpicos | Juegos Paralímpicos |
| Año                 | Lugar               | Medalla             | Prueba              |
| ------------------- | ------------------- | ------------------- | ------------------- |
| 2020                | Tokio (Japón)       | Medalla de bronce   | 400 m T11           |